# Шевцов, Александр Иванович
Александр Иванович Шевцов (1 августа 1914, Первомайск, Луганская область, Украина — 23 ноября 1993) — старший сержант, полный кавалер ордена Славы, участник Великой Отечественной войны.

## Биография
Александр Иванович Шевцов родился в 1914 году в семье рабочего. Украинец. Окончил 7 классов и горпромучилище. Работал слесарем-наладчиком центральных электромеханических мастерских машиностроительного завода. В Красной Армии 1936—1938 и в 1941—1945 годах.

## На фронте
На фронте в Великой Отечественной войне с августа 1941. Пулемётчик отдела зенитно-пулеметной роты (33-я стр. див., 1-я ударная армия, 3-й Прибалтийский фронт), сержант. Вместе с бойцами взвода 23 июля 1944, отражая контратаки в районе дер. Мироново (8 км на юго-запад от Качаново, Палкинского района Псковской области), уничтожил пятерых и пленил одного противника. 1 августа 1944 награждён орденом Славы 3 степени.
Комиссар стрелкового отделения 73-го стрелкового полка (33-я стр. дивизия, 3-я ударная армия, 1-й Белорусский фронт) ст. сержант 15 — 18 февраля 1945 в боях по уничтожению окруженной группировки противника на подступах к г. Шнайдемюль (ныне — Пила, Польша), Ястров (ныне Ястрове, Польша) неоднократно добывал ценные разведданные, с отделением уничтожил 20 солдат неприятеля. 18 мая 1971 перенаграждён орденом Славы 1 степени.
Пулемётчик 73-го стр. полка 17 апреля 1945 в бою у м. Ной-Фридланд (10 км на юго-восток от г. Врицен, Германия) подавил 3 огневые точки, истребил 10 вражеских солдат и офицеров, способствуя выполнению задачи стрелковым подразделением.
В сентябре 1945 года демобилизован. До 1947 года жил и работал в г. Махачкала (Дагестан), затем в г. Ростов-на-Дону, где работал на заводе «Электробытприбор». Награждён орденом Отечественной войны 1 степени, орденом Красной Звезды и другими медалями. Скончался 23 ноября 1993 года.